# Nomia swainsoniae
Nomia swainsoniae là một loài Hymenoptera trong họ Halictidae. Loài này được Cockerell mô tả khoa học năm 1921.

## Hình ảnh

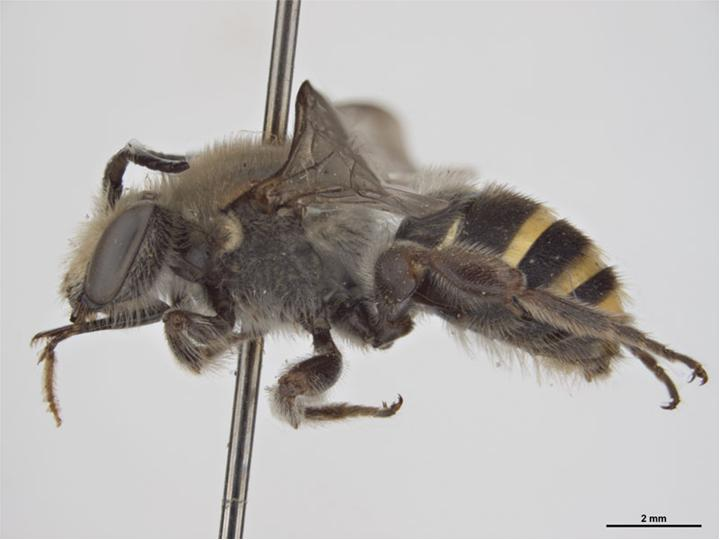